# Parafia Zwiastowania Najświętszej Maryi Panny w Dobrzyniewie Kościelnym
Parafia pw. Zwiastowania Najświętszej Maryi Panny w Dobrzyniewie Kościelnym – rzymskokatolicka parafia należąca do dekanatu Białystok–Bacieczki, archidiecezji białostockiej, metropolii białostockiej.

## Historia parafii
Parafię założył Mikołaj Radziwiłł, kanclerz wielki litewski i wojewoda wileński w 1519. Około 1530 Radziwiłłowie przekazali królowi Zygmuntowi Staremu dobra knyszyńskie, w skład których wchodziło ówczesne Dobrzyniewo Poświętne, zwane też Plebańskim. Tym samym parafia przeszła pod protektorat królewski.

## Obszar parafii

### Miejscowości i ulice
W granicach parafii znajdują się miejscowości:

- Dobrzyniewo Kościelne,
- Dobrzyniewo Duże,
- Dobrzyniewo Fabryczne,
- Bohdan,
- Jaworówka,
- Krynice,
- Leńce,
- Letniki,
- Nowe Aleksandrowo,
- Ogrodniki,
- Podleńce
- Ponikła

## Miejsca święte

### Kościół parafialny
Pierwotnie w Dobrzyniewie funkcjonował kościół drewniany. Od 1901 starano się o budowę nowej, murowanej świątyni. Projekt sporządził związany z Podlasiem architekt Romuald Lenczewski-Samotyja, mieszkający w pobliskiej wsi Leńce. Wybudowany w latach 1905–1910 kościół pw. Zwiastowania Maryi Panny jest eklektyczną, jednowieżową świątynią o układzie halowym. 
4 września 1905 r. - poświęcenie kamienia węgielnego i fundamentów kościoła przez ks. kanonika Wilhelma Szwarca, dziekana białostockiego. Nowy kościół został poświęcony 29 września 1910.
Dnia 28 sierpnia 1947 r., abp wileński ks. Romuald Jałbrzykowski uroczyście konsekrował kościół.
W latach 60. XX w. wykonano we wnętrzu polichromię, w 1979 został wpisany do rejestru zabytków, a w okresie 1984–1992 został przeprowadzony generalny remont pod nadzorem wojewódzkiego konserwatora zabytków.

### Cmentarze
- Stary, nieczynny, 150 m od kościoła
- Nowy, 300 m od kościoła parafialnego, założony w 1926 o powierzchni 3 ha, powiększony w 1960 o 1,5 ha

## Inne budowle parafialne i obiekty małej architektury sakralnej

### Przydrożne krzyże i kapliczki na terenie parafii
| Typ       | Położenie               | Rok                    | Opis |
| --------- | ----------------------- | ---------------------- | --- |
| Krzyż     | ul. Szkolna             | ok. 1939               | Krzyż drewniany postawiony przez Józefa Wróblewskiego                                                                   |
| Kapliczka | Przy szosie do Knyszyna | 1913 r.                | Ceglana kapliczka z figurką Matki Boskiej, postawiona przez braci Ambrożego i Józefa Grzegorczyków                      |
| Krzyż     | Przy szosie do Knyszyna |                        | Krzyż drewniany |
| Krzyż     | ul. Sadowa              | ok. XIX w.             | Krzyż żeliwny na kamiennym postumencie z napisem na pierwszej części "1891"                                             |
| Krzyż     | ul. Białostocka         |                        | Krzyż metalowy na miejscu poprzedniego, drewnianego krzyża                                                              |
| Kapliczka | ul. Kościelna           | 1984 r.                | Metalowa, oszklona kapliczka z figurką Matki Boskiej, postawiona przez Wojciecha Łosia                                  |
| Kapliczka | ul. Kościelna           |                        | Przeszklona kapliczka z figurką Matki Boskiej, wbudowana w szczyt domu                                                  |
| Kapliczka | ul. Kościelna           |                        | Oszklona kapliczka z figurką Matki Boskiej, na kamiennym postumencie                                                    |
| Krzyż     | ul. Białostocka         | 1926 r.                | Krzyż metalowy na betonowym postumencie, ufundowany przez matkę Kazimierza Bezubika                                     |
| Krzyż     | ul. Białostocka         | 1935 r.                | Krzyż żelazny na granitowym postumencie, ufundowany przez Konstancję Dąbrowską. Miejsce odprawiania nabożeństw majowych |
| Krzyż     | ul. Lipowa              | 1902 r.                | Krzyż żelazny na granitowym postumencie, postawiony przez Wawrzyna Jackowskiego                                         |
| Krzyż     | ul. Lipowa              | 1984 r.                | Grysikowy krzyż na postumencie, postawiony przez p. Bielawiec i p. Rutkowskiego, przeniesiony z cmentarza               |
| Krzyż     | ul. Lipowa              | przed I wojną światową | Krzyż drewniany |
| Krzyż     | ul. Lipowa              |                        | Krzyż metalowy na miejscu poprzedniego, drewnianego krzyża. Miejsce odprawiania nabożeństw majowych                     |